# Dorothy Fay
Dorothy Fay (4 de abril de 1915 – 5 de noviembre de 2003) fue una actriz estadounidense. 

## Primeros años y carrera
Su verdadero nombre era Dorothy Fay Southworth, y nació en Prescott (Arizona). Sus padres eran Harry T. Southworth, médico, y Harriet Fay Fox. Fay estudió en la Universidad del Sur de California en Los Ángeles, California, y en la Royal Academy of Dramatic Art de Londres, Inglaterra. 
Empezó su carrera cinematográfica a finales de la década de 1930, actuando en varios western de serie B. En 1938 actuó junto a George F. Houston en  Frontier Scout, film de Grand National Pictures. También trabajó con las estrellas del western Buck Jones y William Elliott.
Además, Fay rodó cuatro películas con su marido, el cantante de country y actor Tex Ritter, para Monogram Pictures: Song of the Buckaroo (1938), Sundown on the Prairie (1939), Rollin' Westward (1939) y Rainbow Over the Range (1940). Fue la heroína en The Green Archer (1940) y White Eagle (1941), ambos filmes de Columbia Pictures. Fay también hizo algunas actuaciones en otros géneros, tales como en el drama criminal Missing Daughters (1939). 
En 1940 solicitó a Monogram interpretar otro tipo de papeles, y trabajó prestada en Metro-Goldwyn-Mayer en un pequeño papel en el film The Philadelphia Story, protagonizado por Cary Grant, Katharine Hepburn y James Stewart. También actuó en el musical de MGM Lady Be Good (1941), junto a Eleanor Powell, Ann Sothern, Robert Young y Lionel Barrymore.

## Últimos años
Fay se casó con el cantante y actor Tex Ritter el 14 de junio de 1941. Se mantuvieron casados hasta el fallecimiento de Ritter en 1974. Tuvieron dos hijos, Thomas y John Ritter, un bien conocido actor de comedia. Uno de sus nietos es el actor Jason Ritter. 
Fay actuó en varias películas tras casarse con Ritter, pero se retiró del mundo del espectáculo a finales de 1941. En 1965 el matrimonio se mudó a Nashville, Tennessee, por necesidad de la carrera discográfica de Ritter. Durante un tiempo Fay participó en el programa Grand Ole Opry. 
Volvió al Sur de California en 1981. Fay declinó varias ofertas para volver al cine, incluyendo la oportunidad de actuar en la serie televisiva The Love Boat interpretando a la madre de su hijo en la vida real, John. Sin embargo, fue invitada con frecuencia a convenciones de cine western.
En 1987 Fay sufrió un ictus que le afectó el habla. Más adelante, en 1989, se trasladó al Motion Picture & Television Country House and Hospita] en Woodland Hills (Los Ángeles), donde falleció por causas naturales a los 88 años de edad en 2003, menos de dos meses después de la muerte de su hijo John. Fue enterrada en el Cementerio Mountain View en Prescott, Arizona.

## Filmografía
| Año  | Título                    | Papel                    | Notas                                    |
| ---- | ------------------------- | ------------------------ | ---------------------------------------- |
| 1938 | Frontier Scout            | Julie, la novia de Steve |                                          |
| 1938 | The Stranger from Arizona | Ann Turner               |                                          |
| 1938 | Law of the Texan          | Helen Clifford           |                                          |
| 1938 | Prairie Justice           | Anita Benson             |                                          |
| 1938 | Song of the Buckaroo      | Anna Alden               |                                          |
| 1939 | Long Shot                 | Betty Ralston            |                                          |
| 1939 | Trigger Pals              | Doris Allen              | Acreditada como Dorothy Faye             |
| 1939 | Sundown on the Prairie    | Ruth Graham              | Otro título: Prairie Sundown             |
| 1939 | Rollin' Westward          | Betty                    | Otro título: Rollin' West                |
| 1939 | Missing Daughters         | Corista                  | Sin créditos                             |
| 1940 | Convicted Woman           | Frances                  | Sin créditos                             |
| 1940 | Sporting Blood            | Invitada                 | Sin créditos Otro título: Sterling Metal |
| 1940 | Rainbow Over the Range    | Mary Manners             |                                          |
| 1940 | Glamour for Sale          | Trilby                   | Sin créditos                             |
| 1940 | The Green Archer          | Elaine Bellamy           |                                          |
| 1940 | The Philadelphia Story    | Mujer de alta sociedad   | Sin créditos                             |
| 1941 | White Eagle               | Janet Rand               |                                          |
| 1941 | North from the Lone Star  | Madge Wilson             |                                          |
| 1941 | Lady Be Good              | Debutante                | Sin créditos                             |